# Дранске
Дранске (нем. Dranske) — община в Германии, в земле Мекленбург-Передняя Померания.
Входит в состав района Рюген. Подчиняется управлению Норд-Рюген. Население составляет 1257 человек (2009); в 2003 г. — 1677. Занимает площадь 20,73 км².